# Mark King (Snookerspieler)
Mark King (* 28. März 1974 in Romford, Essex) ist ein englischer Snookerspieler. Von 1991 bis 2024 gehörte er 33 Jahre lang der Profitour an. Die meiste Zeit gehörte er zu den Top 32 der Weltrangliste und 2003 erreichte er mit Platz 11 seine höchste Platzierung. Sein größter Erfolg war der Gewinn der Northern Ireland Open 2016. Im April 2023 wurde er wegen Spielmanipulation zu einer Sperre von 5 Jahren verurteilt.

## Karriere

### Die Anfänge
Mark King nahm ab 1991 an der Snooker-Profitour teil. Bereits im ersten Jahr schaffte er es beim Dubai Classic unter die Letzten 128. Im Jahr darauf gelang ihm dies schon bei den beiden wichtigsten Weltranglistenturnieren, der UK Championship und der Weltmeisterschaft. In der Saison 1993/94 besiegte er bei den International Open unter anderem John Higgins und Ronnie O’Sullivan und erreichte regelmäßig Platzierungen bis unter den Letzten 64. Den größten Erfolg feierte er bei der WM, wo er unter die Letzten 32 kam und seinen ersten Auftritt in der Finalrunde im Crucible Theatre hatte. Damit gehörte er am Ende der Saison bereits den Top 100 der Snookerweltrangliste an.

#### Aufstieg in die Top 16
In der folgenden Spielzeit erreichte er dreimal die Runde der Letzten 32 und bei der UK Championship 1994 stand er zum ersten Mal im Achtelfinale eines Weltranglistenturniers, nachdem er zuvor Alan McManus und Anthony Hamilton geschlagen hatte. Bei der Weltmeisterschaft war aber schon nach drei Runden Schluss. In der Saison 1995/96 konnte er die Leistung bestätigen. Bei den erstmals ausgetragenen German Open konnte er ein zweites Achtelfinalresultat hinzufügen, nachdem er ein zweites Mal Ronnie O’Sullivan geschlagen hatte. Am Saisonende verpasste er um einen Sieg seinen zweiten Crucible-Auftritt, konnte sich danach aber in der Zweijahreswertung der Weltrangliste auf Platz 39 verbessern.
Im Herbst 1996 kam er dann bei der Benson & Hedges Championship erstmals ins Viertelfinale, auch wenn es nur ein Einladungsturnier war. Ein erster Karrierehöhepunkt waren im folgenden Jahr die Welsh Open, bei denen er zum ersten Mal in seiner Karriere ein Ranglistenfinale erreichte. Er hatte unter anderem Steve Davis und Mark Williams geschlagen und musste am Ende nur die Überlegenheit von Weltmeister Stephen Hendry anerkennen, der das Endspiel mit 9:2 gewann. Obwohl es das einzige herausragende Ergebnis blieb, hatte er es damit unter die Top 32 der Welt geschafft. Im Jahr darauf folgte ein Viertelfinale bei der UK Championship und noch einmal ein Halbfinale bei den Welsh Open sowie zwei weitere Achtelfinals. Bei der WM erreichte er zum zweiten Mal die Finalrunde und errang gegen Nigel Bond seinen ersten Matchgewinn im Crucible. Dies bedeutete einen großen Schritt vorwärts, weil er damit Platz 16 der Rangliste erreichte und sich unter anderem die Qualifikationsrunden für die WM ersparte. In die Saison 1998/99 startete er dann zwar nicht so erfolgreich, aber nachdem er beim Masters erstmals ins Viertelfinale gekommen war, konnte er auch noch vier Achtelfinals bei Ranglistenturnieren und bei der Weltmeisterschaft erreichen und sich noch einmal um zwei Plätze in der Weltrangliste verbessern.

### Die 2000er
Im Jahr darauf fehlten dann aber die herausragenden Ergebnisse. Zwar erreichte er beim Thailand Masters das Viertelfinale und stand mehrfach unter den Letzten 16, aber weil er bei der WM sein Auftaktmatch verlor, konnte er die aus der Zweijahreswertung herausfallenden Punkt nicht kompensieren und er fiel wieder aus den Top 16. Auch wenn im Jahr darauf ein Viertelfinale bei den British Open das beste Ergebnis war, konnte King mit einer konstant guten Leistung 2001 seine Top-16-Platzierung zurückerobern. Dazu trug auch sein drittes Achtelfinale bei der Snookerweltmeisterschaft 2001 bei. In der Saison 2001/02 konnte er sich noch einmal steigern und bei den British Open das Halbfinale erreichen, fünfmal stand er unter den Letzten 16. Am Ende der Saison hatte er mit Platz 11 seine beste Weltranglistenplatzierung erreicht.
Die folgende Spielzeit verlief aber gar nicht gut. Sechsmal in Folge verlor er bei Turnieren die Auftaktpartie und als er bei den European Open mit dem Erreichen des Viertelfinals einen ersten Achtungserfolg hatte, war die Saison schon fast gelaufen, denn gleichzeitig hatte auch der Snookersport eine Krisenzeit und die Zahl der Turniere nahm deutlich ab. Ihm gelang nur noch ein weiterer Matchgewinn und er fiel wieder auf Platz 22 zurück. Die frustrierende Erfahrung ließ ihn sogar mit dem Gedanken spielen aufzuhören, er setzte seine Karriere aber fort.
Die Saison 2003/04 brachte für Mark King einen zweiten Karrierehöhepunkt: Beim Irish Masters erreichte er zum zweiten Mal ein Weltranglistenfinale mit seinem einzigen Sieg über Stephen Hendry sowie Siegen über Jimmy White, Graeme Dott und Ken Doherty. Nur gegen Peter Ebdon unterlag er im Endspiel mit 7:10. Ein Jahr später erreichte er zweimal das Halbfinale: bei der UK Championship 2004 und bei den Welsh Open. Die weiteren Ergebnisse waren aber zu wenig, so dass er um Platz 20 der Weltrangliste stecken blieb.

#### Pot Whack
Zu einem Kampf zwischen Snookerspielern abseits des Snookertisches kam es am 11. Juni 2004. Quinten Hann hatte Andy Hicks nach Streitereien bei einem Match zu einem Boxkampf herausgefordert. Mark King, der schon seit einer Wette um £ 500 in der Jugendzeit kein gutes Verhältnis zu Hann hatte, nahm die Herausforderung an der Stelle seines Freundes Hicks an. Sie vereinbarten einen Benefizkampf und bereiteten sich ernsthaft und intensiv bei Boxvereinen vor. Aus dem sechsminütigen Kampf nach offiziellen Amateurboxregeln in einer Boxarena in Bethnal Green ging Hann als Sieger hervor.
Abseits der Snooker Main Tour nahm er 2005 an den German Open in Fürth teil. Es war eigentlich ein Amateurturnier, an dem auch einige Profispieler teilnahmen. King gewann das Turnier mit einem 4:2-Sieg über Michael Holt. Das Turnier war der Vorläufer des Paul Hunter Classic, das 2010 in den Profi-Circuit aufgenommen wurde.
Nach zwei Jahren mit schwächeren Ergebnissen drohte King Mitte der 2000er aus den Top 32 herauszufallen. Der Grand Prix 2006 mit dem Einzug ins Halbfinale nach Siegen über Stephen Lee und John Higgins brachte aber die Wende. Beim Malta Cup 2007 kam er ins Viertelfinale und nach konstant guten Ergebnissen in der Saison 2007/08 und einem weiteren Achtelfinaleinzug bei der WM – nachdem er den Vorjahresfinalisten Mark Selby geschlagen hatte – kehrte er 2008 wieder unter die Top 16 der Welt zurück.
Auch ohne besondere Erfolge konnte King in den folgenden beiden Jahren seine Position halten. Bestes Ergebnis war das Viertelfinale bei den China Open 2010. Bei der Weltmeisterschaft 2009 erreichte er zum sechsten Mal das Achtelfinale und schied dort zum sechsten Mal aus. Das Match gegen Stephen Maguire ging in die Statistik ein, weil der zweite Frame 75 Minuten andauerte, das bis dahin längste Spiel bei einer WM.

### Veränderungen in den 2010er Jahren
Die Saison 2010/11 brachte große Veränderungen im Snookersport, nachdem der Verband eine neue Leitung bekommen hatte. Die Zahl der Turniere erhöhte sich wieder erheblich und die Players Tour Championship mit einem Dutzend Kleinturnieren kam neu hinzu. Mit den kurzen Best-of-7-Partien kam King anfangs nicht zurecht und erst beim Shanghai Masters 2010 schnitt er wieder besser ab und erreichte das Viertelfinale. Es häuften sich jedoch die Erstrundenniederlagen, auch bei den vollwertigen Turnieren. Nur beim Masters und beim Snooker Shoot-Out erreichte er noch einmal das Viertelfinale. Da beides aber Einladungsturniere waren, fiel er in der Weltrangliste bis auf Platz 26 zurück. Der Halbfinaleinzug beim Shanghai Masters 2011 und das Viertelfinale beim World Open 2012 sowie zwei PTC-Achtelfinale verhinderten, dass er im Jahr darauf aus den Top 32 fiel.
Nach einem schwachen Start mit vielen Auftaktniederlagen in die Saison 2012/13 hatte King beim Paul Hunter Classic sein erstes Erfolgserlebnis mit dem Erreichen des Achtelfinals. Bei mehreren großen Turnieren wie der UK Championship 2012 kam er ebenfalls unter die Letzten 16. Auch bei der WM erreichte er nach Siegen über Yu Delu und Mark Allen das Achtelfinale. Damit konnte er den Trend stoppen und seine Top-32-Position festigen. Im Jahr darauf konnte er die Leistung mit konstant gutem Abschneiden bestätigen, einmal erreichte er ein Viertelfinale: bei den China Open 2014.

### Nachlassende Leistung und später Turniersieg
2014/15 blieben dann aber die Ergebnisse bei den großen Turnieren aus. Bei den PTC-Turnieren hatte er zwar regelmäßig Erfolge, aber nachdem die Weltrangliste auf Preisgeld umgestellt worden war, hatten die gering dotierten Turniere wenig Einfluss und auch das Achtelfinale beim German Masters 2015 änderte nicht viel. Durch die PTC-Erfolge hatte er sich erstmals für die Grand Finals qualifiziert, und dass er da unter die Letzten 16 kam, war sein einziger gewichtigerer Erfolg. Da außerdem die Setzlisten laufend aktualisiert wurden, war er bereits unter der Saison nicht mehr unter den Top 32 und musste deshalb erstmals seit langem bei der Snookerweltmeisterschaft 2015 drei Qualifikationsrunden spielen. Nachdem er nicht den Einzug ins Crucible geschafft hatte, war damit auch das Ausscheiden aus den Top 32 nach 18 Jahren Zugehörigkeit besiegelt.
In der Saison darauf erreichte er beim Paul Hunter Classic erstmals das Halbfinale, was zugleich sein größter Erfolg bei einem PTC-Turnier war. Weitere gute Ergebnisse auf der Players Tour folgten, so dass er zum zweiten Mal die Grand Finals erreichte und wieder unter die Letzten 16 kam. Auch beim German Masters 2016 wiederholte er die Achtelfinalplatzierung vom Vorjahr. Bei den China Open konnte er schließlich mit dem Viertelfinaleinzug nach Siegen über Ali Carter und Shaun Murphy noch einmal etwas für die Wertung tun und in seinem 25. Profijahr Platz 36 in der Weltrangliste halten. Nach dem Wegfall der Players Tour Championship fand King etwas schwer in die Saison 2016/17 und scheiterte bei fast allen Turnieren in der zweiten Qualifikationsrunde. Die große Überraschung gelang ihm bei den Northern Ireland Open der neuen Home-Nations-Serie. Auch hier gab es in den ersten vier Runden nur Best-of-7-Matches. Nachdem er im zweiten Spiel den favorisierten Chinesen Liang Wenbo geschlagen hatte, marschierte er durch bis ins Finale. Sein drittes Main-Tour-Finale wurde zu einem dramatischen Match. Einen Frame vor dem Sieg stehend brachte er seinen Gegner Barry Hawkins mit nur noch Pink und Schwarz auf dem Tisch zu einem kaum mehr zu erwartenden Foul und verlor trotzdem noch den Frame. Im Entscheidungsframe behielt er dann aber die Nerven und konnte sich den ersten Turniersieg seiner Profikarriere sichern. Danach erreichte er noch zum dritten Mal in Folge das Achtelfinale in Berlin beim German Masters. In der Weltrangliste kletterte er wieder bis auf Platz 20.

### Abstieg nach dem Höhepunkt
Nach zwei Achtelfinals bei kleineren Turnieren folgte 2017/18 als erster Höhepunkt das Halbfinale bei den Indian Open. Bei der UK Championship verlor er zwar im Viertelfinale, schlug aber vorher unter anderem Luca Brecel und John Higgins, die in der Saison schon Turniersieger gewesen waren. Sonst kam er aber nicht über Runde 3 hinaus und es gab einige Auftaktniederlagen, unter anderem auch bei der Weltmeisterschaft mit 9:10 gegen Gerard Greene, weshalb er auf der Stelle trat. Das nächste Jahr begann erfolgversprechend mit dem Achtelfinale bei der China Championship und dem Halbfinale beim European Masters. Dann folgte aber wieder eine Phase, in der er nicht über Runde 3 hinauskam und gegen Ende gab es sogar wieder einige Auftaktniederlagen. Damit konnte er den Turniersieg, der aus der Zweijahreswertung fiel, nicht kompensieren und er drohte wieder aus den Top 32 herauszufallen. Das Viertelfinale beim Riga Masters zum Auftakt der Saison 2019/20 war aber keine Trendwende. Nur einmal, bei der UK Championship, erreichte er wenigstens noch die dritte Runde, sonst gewann er nur noch einzelne Matches und vor der WM drohte er sogar aus den Top 48 herauszufallen. Mit Siegen über Ken Doherty und Ian Burns gelang ihm jedoch zum 15. Mal in seiner Karriere der Einzug in die Endrunde im Crucible. Und dort verlor er nur ganz knapp mit 9:10 gegen Ding Junhui. Die Top-32-Platzierung konnte er damit nicht verteidigen, er verhinderte aber einen größeren Sturz.
Das nächste Spieljahr war geprägt von der COVID-19-Pandemie: Fast alle Turniere fanden an einem Ort unter Quarantänebedinungen und Ausschluss des Publikums statt. Dem Erreichen der Zwischenrunde in der Championship League folgten bei King drei Auftaktniederlagen. Es gelangen ihm nur noch einzelne Siege und wegen eines positiven COVID-Tests verpasste er das German Masters 2021. Der umgekehrte Fall – sein Auftaktgegner Neil Robertson fiel aus – leitete den einzigen Saisonerfolg ein: das Achtelfinale beim Welsh Open. Am Ende der Saison stand er auf Platz 52 und in der nächsten Saison musste er sich erstmals wieder Gedanken um seinen Tourverbleib machen. 2021/22 brachte erst nur einzelne Siege, dann schlug er bei den Northern Ireland Open Barry Hawkins mit 4:0 und zog in Runde 3 ein. Anschließend bezwang er bei den English Open Stephen Maguire und im Viertelfinale den damaligen Weltranglistenersten Judd Trump und beendete zum 10. Mal ein Turnier im Halbfinale. Bis auf Platz 32 arbeitete er sich nach oben, dann folgte zum Saisonende eine Serie von sechs Niederlagen in Folge und wieder der Absturz auf Platz 51. 

### Karriereende
Im nächsten Jahr erreichte er bei der UK Championship noch einmal Runde 3. Sonst gab es aber nur noch wenige einzelne Siege und es näherte sich der Abstieg aus den Top 64 und damit der Verlust des Profistatus. Am 18. März 2023 wurde Mark King wegen Auffälligkeiten bei einer Partie im Monat davor gegen Joe Perry vorläufig gesperrt. Nach langwierigen Untersuchungen wurde im Mai 2024 eine Anhörung angesetzt, nachdem King die Vorwürfe bestritten hatte. Er hatte bis dahin keine Matches mehr bestritten und fiel deshalb aus der Profitour. Im November 2024 wurde King für schuldig befunden und zu einer Sperre von fünf Jahren bis zum März 2028 verurteilt. Die eingelegte Berufung wurde am 13. Mai 2025 endgültig abgewiesen.

## Persönliches
Mark King ist verheiratet und hat drei Kinder. Nach seinem Sieg bei den Northern Ireland Open 2016 bekannte er, an zwanghafter Spielsucht erkrankt zu sein. Obwohl er im Lauf seiner langen Karriere über 1,3 Millionen Pfund an Preisgeld gewonnen hatte, sei er pleite und habe er sich vor dem Turnier Geld von seinem Vater leihen müssen.
Die Mutter von Mark King wurde 2012 zu lebenslanger Haft verurteilt, weil sie eine Cousine erstochen hatte.

## Erfolge
Turniersieg
- Northern Ireland Open 2016

Finalteilnahmen
- Welsh Open 1997
- Irish Masters 2004

Halbfinale
- Welsh Open 1998
- British Open 2001
- UK Championship 2004
- Welsh Open 2005
- Grand Prix 2006
- Shanghai Masters 2011
- Paul Hunter Classic 2015
- Indian Open 2017
- European Masters 2018
- English Open 2021